# فرودگاه ایلفرد
فرودگاه ایلفرد (به انگلیسی: Ilford Airport) یک فرودگاه همگانی باربری با کد یاتا ILF است که یک باند فرود صخره‌ای دارد. این فرودگاه در کشور کانادا قرار دارد و در ارتفاع ۱۹۶ متری از سطح دریا واقع شده‌است.